# Matilde Vernet y Sáez
Matilde Vernet y Sáez (Puerto Soledad, Islas Malvinas, 5 de febrero de 1830 - San Isidro, 24 de septiembre de 1924), apodada Malvina, fue la primera persona de la que se tenga registro oficial en nacer en las Islas Malvinas y primera descendiente de argentinos antes de la ocupación británica del territorio en 1833.
Matilde siempre fue llamada Malvina por su familia y amistades, ya que prefirió utilizar dicho apodo en lugar de su nombre de bautismo.
Malvina no es la única descendiente de argentinos nacida antes de 1833, ya que hubo otros niños nacidos bajo la bandera argentina. Uno de los niños nacidos fue hijo de Gregorio Sánchez y Victoria Enríquez, a quienes Vernet casó el 29 de mayo de 1830, celebrando el primer matrimonio civil de la Argentina, ya que las islas no contaban con autoridades eclesiásticas. También hay un reporte de un nacimiento en la colonia francesa de Louis Antoine de Bougainville entre 1764 y 1767, un recién nacido hijo de un matrimonio de acadianos compuesto por Auguste Benoist y Françoise Terroit.

## Biografía

### Islas Malvinas

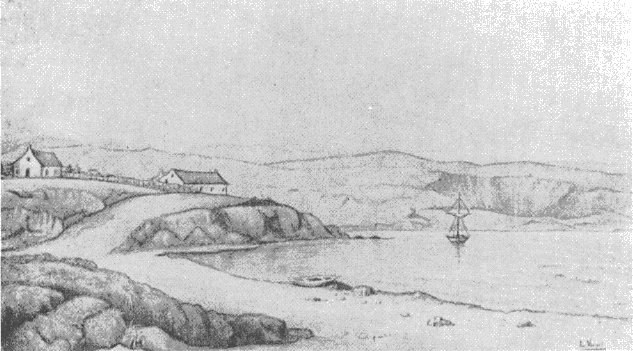
Puerto Luis o Puerto Soledad hacia 1830.

Era hija del comerciante alemán y primer gobernador-comandante argentino de las Islas Malvinas, Luis Vernet, y María Sáez Pérez, oriunda de Montevideo. Tuvo seis hermanos, tres de ellos nacidos antes de ella.
Cuando Vernet fue nombrado gobernador-comandante en 1829 se trasladó a Puerto Soledad con sus (hacia entonces) tres hijos y con su esposa embarazada de dos meses. María Sáez contaría desde el 15 de julio en su "Diario de 1829 en Malvinas", no solo la vida cotidiana de la colonia argentina, sino también todo el embarazo de Matilde. Al respecto del nacimiento, se cita a María en su diario:

¡Mi mujercita malvinense! La tengo en mis brazos. Su boquita ávida como un botón de rosa ya quiere succionar. Me embarga de dulzura. Es un milagro. Beso sus deditos. Perfecta. Mi mujercita isleña. Mi niña valiente que ha nacido en una isla, ahora más que nunca, como si hubiéramos enarbolado entre las dos una bandera...
Diario de 1829 en Malvinas

Como fue la primera «habitante autóctona» de la colonia, el día de su nacimiento hubo fiestas y celebraciones en Puerto Soledad, que incluyeron bebidas, música y bailes.
Matilde y su familia se retiraron de las islas tras el Ataque de la Lexington contra la colonia en 1832, el 19 de noviembre, a bordo de la goleta lobera Harriet que había sido apresada a los estadounidenses antes del incidente. Otra parte de la población argentina en las islas, pero no en su totalidad, y las autoridades y guarnición militar fue expulsada tras la invasión británica de 1833 cuando el Reino Unido tomó posesión de la colonia de Puerto Soledad.

### Años posteriores

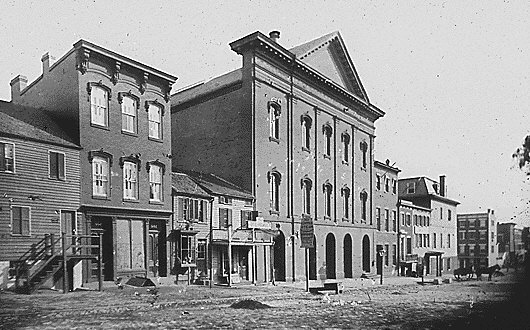
El teatro Ford en la época del asesinato de Lincoln.

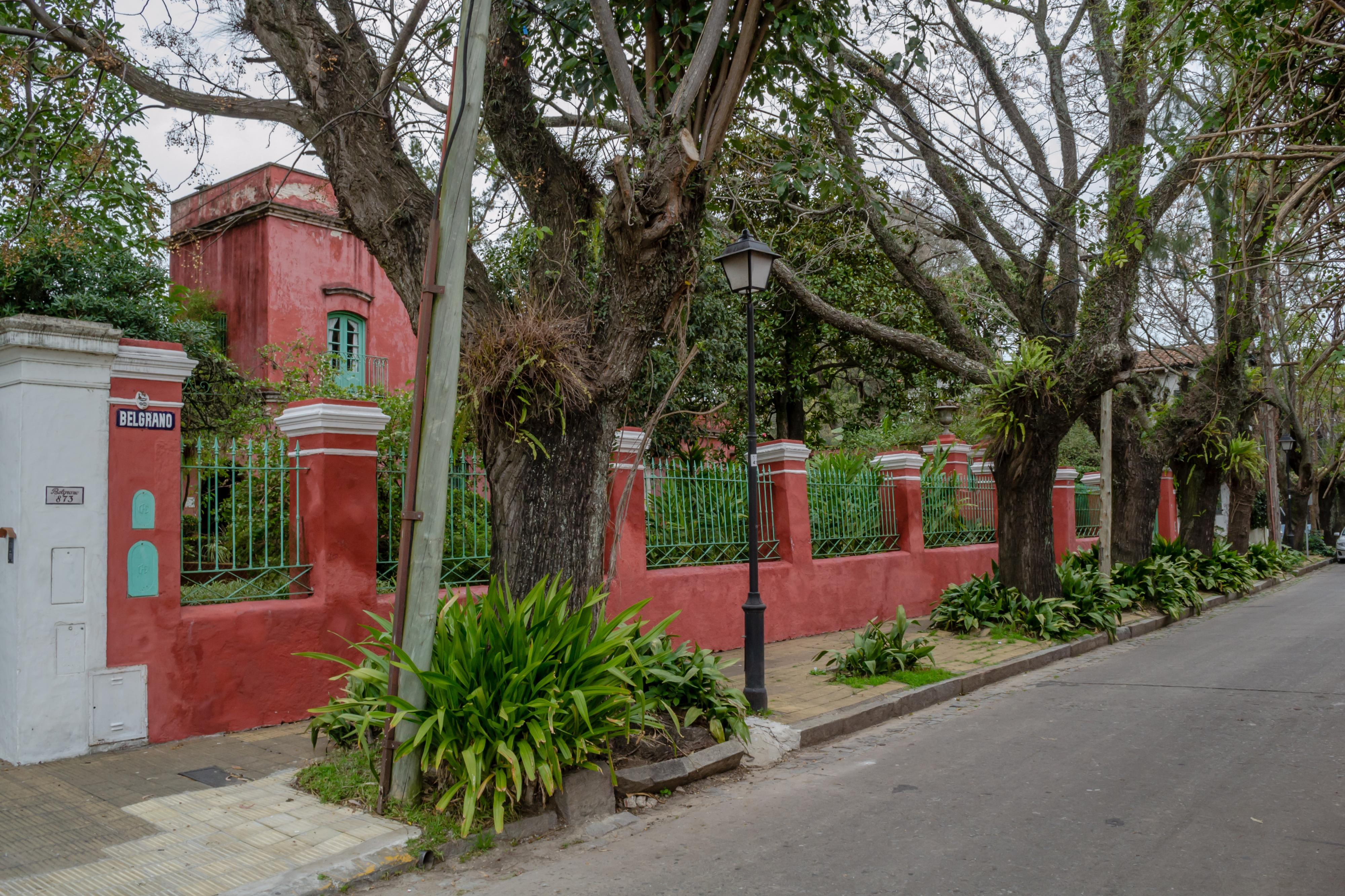
Quinta y residencia de Vernet en San Isidro donde vivió Matilde en sus últimos años.

Tras retirarse de las islas, Vernet y su familia se trasladaron a Brasil y a Uruguay, para luego vivir en Buenos Aires en la calle Florida entre la calle Viamonte y la Avenida Córdoba, y finalmente en San Isidro, donde fue criada.
Matilde se casó con el capitán naval estadounidense Greenleaf Cilley el 13 de mayo de 1861 en Montevideo y se mudó junto a él a Estados Unidos, cuando formó parte de la Guerra de Secesión. Cilley, nacido en el estado de Maine, anteriormente había sido enviado a Sudamérica, donde había realizado exploraciones en Chiquitos, Bolivia. En una de esas expediciones en el continente, Cilley había conocido a Matilde. Hay numerosas publicaciones que sostienen que Malvina fue la única argentina presente el 14 de abril de 1865 en el teatro Ford de Washington D. C., cuando Abraham Lincoln fue asesinado.
Tuvo seis hijos, tres mujeres y tres varones, uno de ellos nacido en Estados Unidos y el resto en Uruguay. Dos de sus hijas fueron las primeras Malvinas de la historia registradas de forma oficial:
- Déborah Malvinas Cilley Vernet, nacida el 30 de junio de 1870.[1]
- Malvina Justa Cilley Vernet, nacida el 30 de noviembre de 1872.[1]

Sus otros hijos fueron:
- María Prince Cilley Vernet
- Johnatan Cilley Vernet
- Luis Prince Cilley Vernet
- José Cilley Vernet

El asesinato de Lincoln y la muerte de uno de sus hijos, obligó a Malvina y a su esposo regresar de nuevo a la Argentina. La familia Cilley Vernet finalmente se instaló en la finca familiar Las Acacias de los Vernet en San Isidro, donde el 24 de septiembre de 1924 falleció Matilde a los 94 años. Fue sepultada en el cementerio de La Recoleta en Buenos Aires, junto a su padre.
En dicha residencia, Matilde congregaba a todo San Isidro con tertulias donde se evocaba la vida en las Malvinas. Ella era el «centro de atención» en los numerosos encuentros por su particular origen. Ella donó un sector de la quinta para la construcción del Paseo del Tala. Dicha calle tenía el nombre de un ejemplar de Celtis ehrenbergiana plantado por su padre Luis. La ceremonia de inauguración, hecha el 11 de abril de 1914, se realizó en la casa de Matilde. Allí asistieron autoridades nacionales, municipales, eclesiásticas, y gran cantidad de vecinos.

## Rol en el conflicto de soberanía

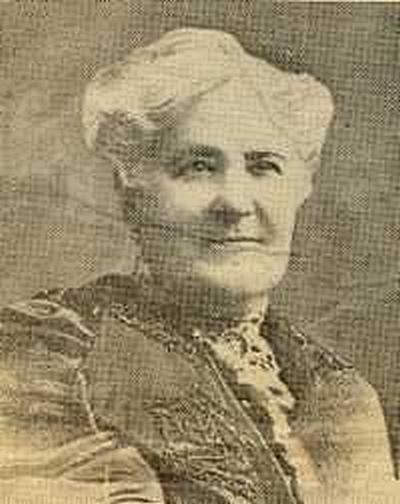
Otra imagen de Malvina Vernet anciana.

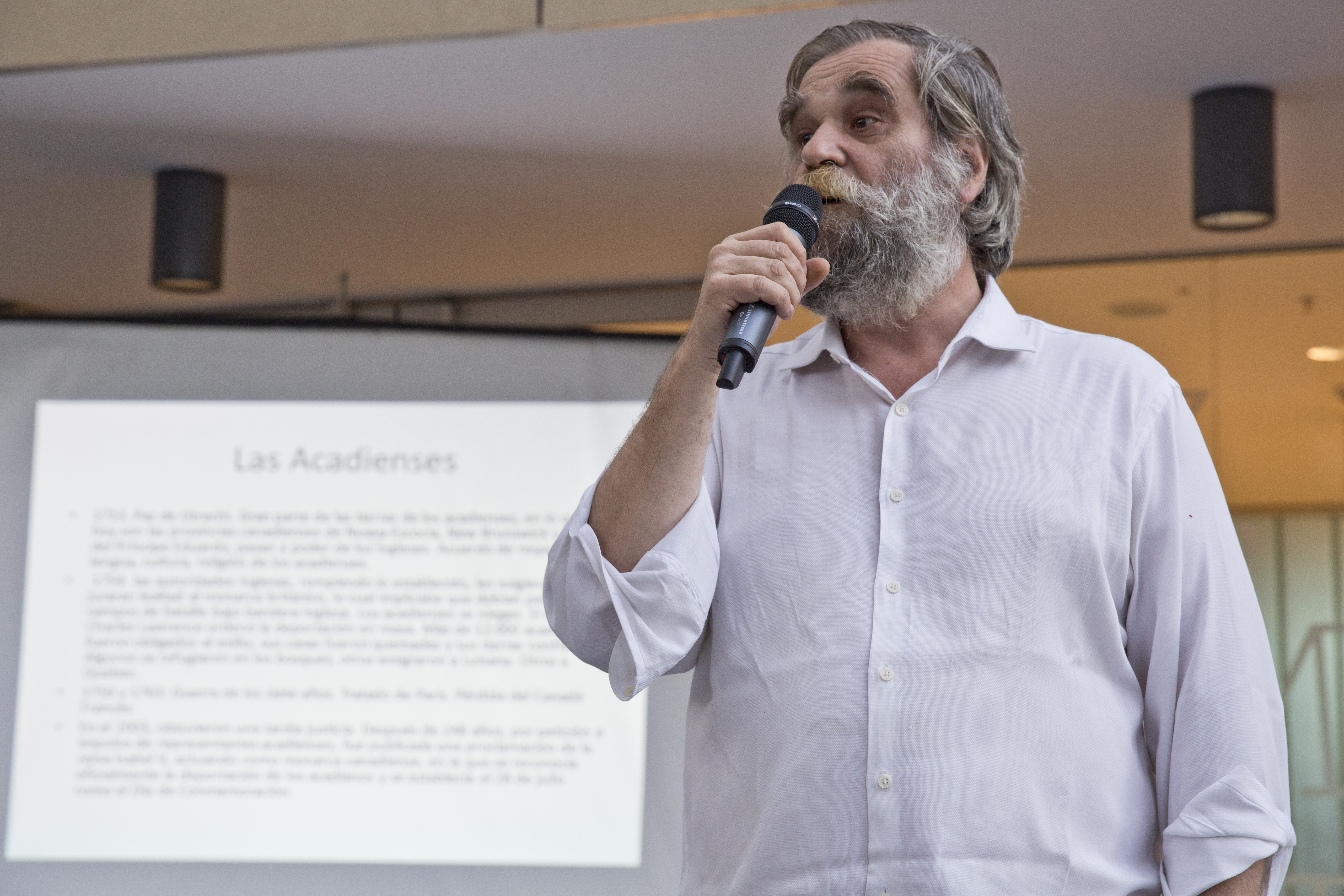
Marcelo Vernet, descendiente de Malvina en el Museo Malvinas e Islas del Atlántico Sur.

Matilde siempre reivindicó ante el periodismo mundial, su nacimiento en el archipiélago y los reclamos argentinos. Su esposo también la apoyó en su defensa de los derechos argentinos en las islas. Cilley, ante el consulado de Estados Unidos en Buenos Aires, protocolizó de puño y letra su desagravio personal ante el incidente de la Lexington.
Se hizo tradición que en cada generación subsiguiente, al menos una integrante de la familia Vernet llevará el nombre de las islas de las que había sido expulsada Matilde. Ella se sentía «orgullosa» al respecto.
El 10 de junio de 1929, en el centenario del nombramiento como gobernador de Malvinas de Luis Vernet, se reunieron en la casona de San Isidro casi cien descendientes. Por parte de Malvina, cinco de sus hijos vivieron y, antes de su muerte, tenía ya veintidós nietos. Las generaciones posteriores continuaron bautizando a muchas de sus mujeres Malvina. La quinta sigue siendo habitada por sus descendientes en la actualidad.
Ernesto Greenleaf Cilley Hernández, nieto de Malvina, sostiene que el nacimiento de su abuela en las islas es «otra prueba válida» del reclamo de soberanía argentino, porque «de no haber ocurrido la invasión británica y la expulsión de los habitantes argentinos de las islas, los cientos de descendientes hubieran continuado su vida como pobladores de la comunidad que allí crecía».
Cilley también argumenta que por estas razones (poblacionales y del Ius sanguinis), la Argentina «puede agregar este otro derecho a todos los demás geohistóricos que acreditan su total imperio soberano sobre el archipiélago usurpado», ya que se trata del derecho poblacional y de propiedad de los primeros pobladores malvinenses. Por lo tanto, según él, los británicos, que han expresado su apoyo al derecho de autodeterminación de los Kelpers, también deberían consultar la opinión y los derechos de los primeros malvinenses (argentinos) y sus descendientes.
Sus descendientes han participado junto con la delegación argentina ante el Comité de Descolonización de las Naciones Unidas en Nueva York.
Durante su vida, Matilde Vernet siempre añoró las islas y expresó la voluntad y el deseo de regresar. Su nieto habló al respecto:

Mamita Malvina, mi abuela, me tuvo en sus brazos cuando era pequeño. Me hablaba de su padre Luis, mi bisabuelo y de sus añoranzas por las islas. Ella era una matrona fuerte que caminaba a paso ligero, pero sin agitarse, las calles de San Isidro. Yo la visitaba por las tardes y ella me cantaba tocando el piano.

Mi abuela había nacido en el puerto Luis de la isla Soledad y le encantaba San Isidro. Ella fue siempre el símbolo de nuestra soberanía. Se enorgullecía de su condición sanisidrense pero, en el fondo, nunca soportó el destierro, esa condena que arrastró de por vida y que le impedía volver libremente al lugar donde había nacido.

La gente sabía que ella era la única argentina que había nacido ahí; ese privilegio la rodeaba de un halo muy especial ante todo el mundo.

## Homenajes

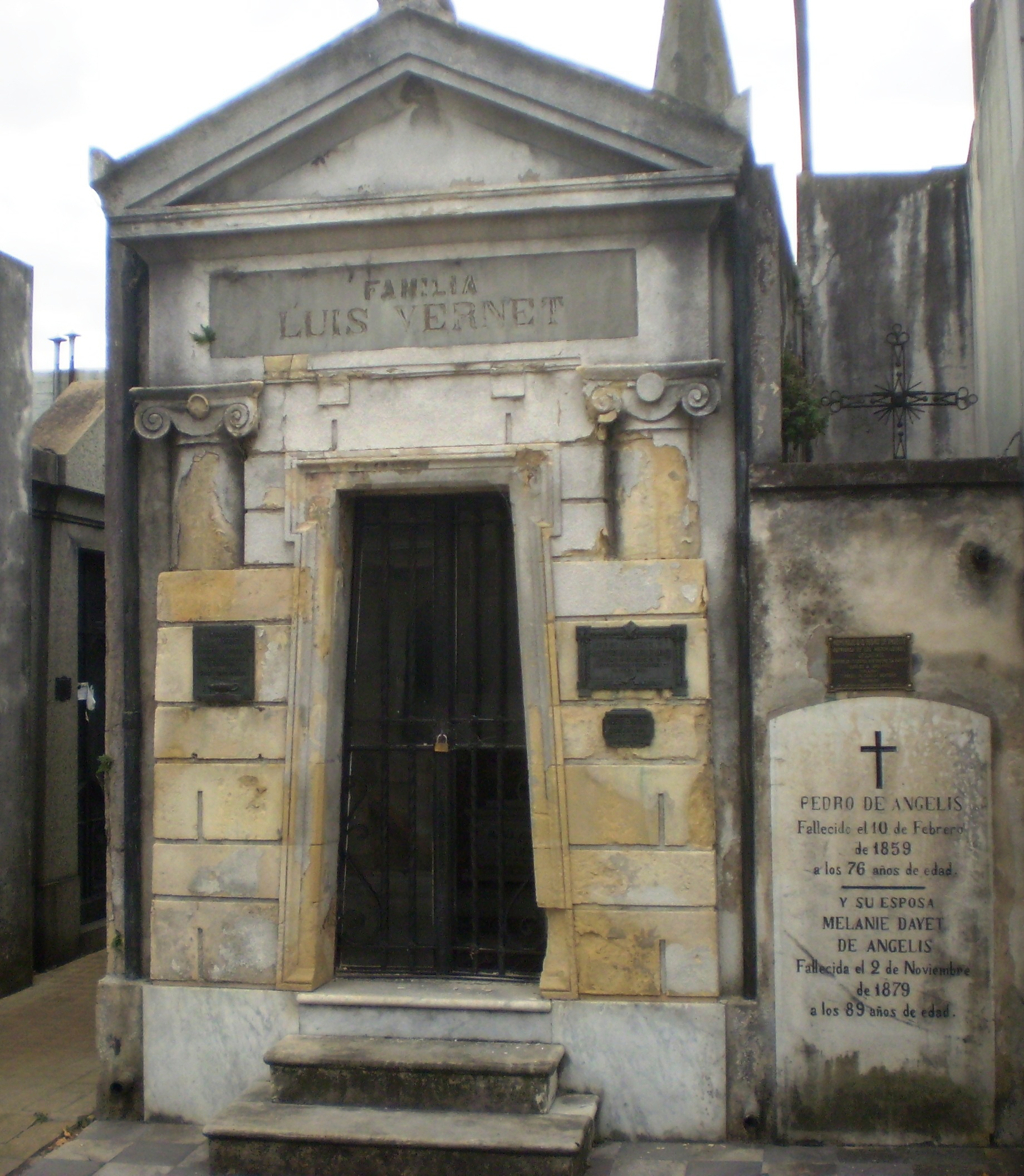
Sepulcro de la familia Vernet.

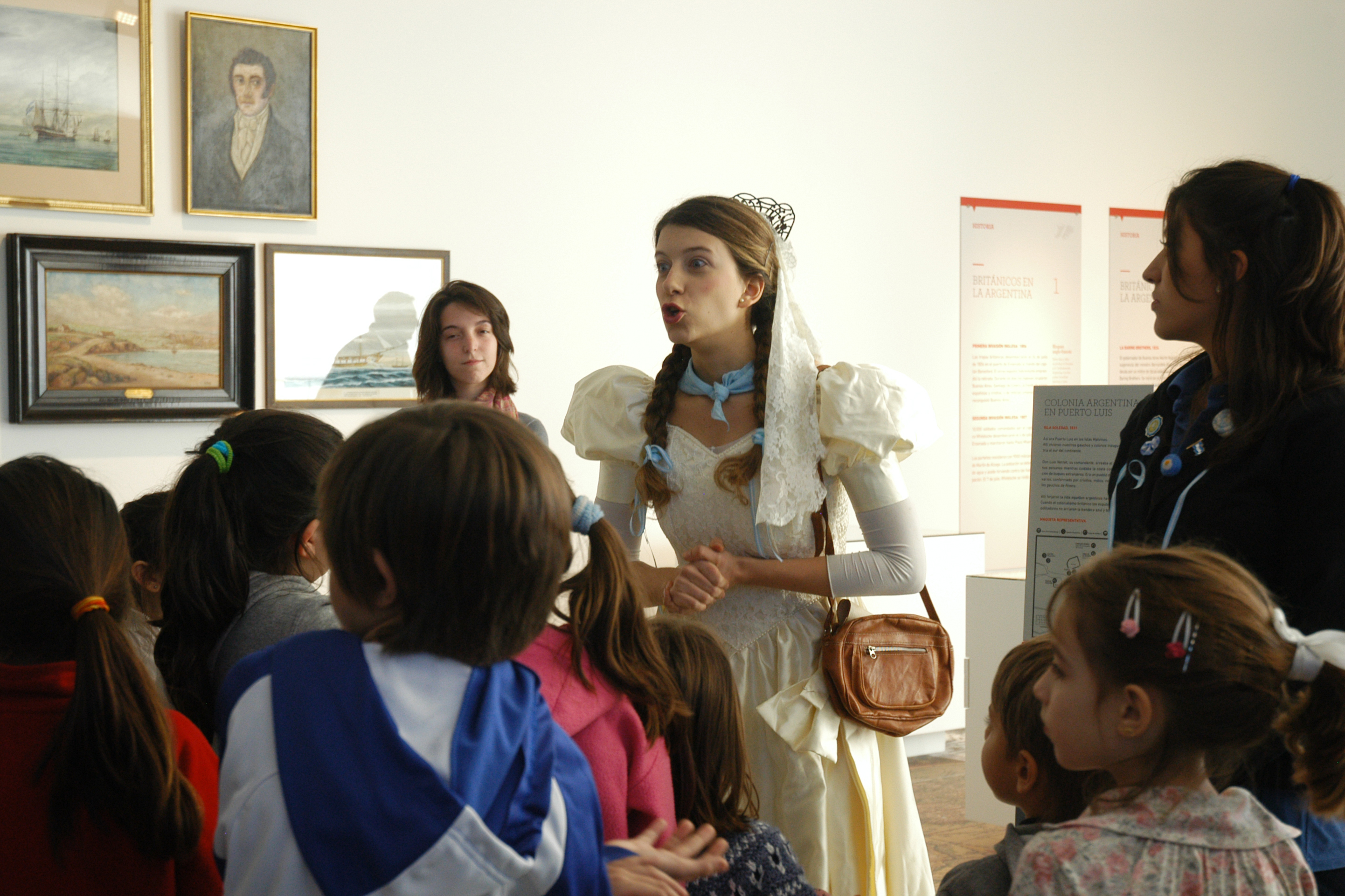
Actriz caracterizada como Malvina realizando una visita guiada teatralizada en el Museo Malvinas.

En 1946, Luis Ortiz Behety publica el «Cancionero de las Islas Malvinas: Nuestra Señora de la Soledad», un conjunto de 27 poemas. Entre ellos figura una «Canción de cuna para Malvina Vernet», dedicada a Matilde.
En 1981 se erigió un memorial para Matilde y su padre Luis en el cementerio de La Recoleta. El sepulcro de la familia fue declarado «Sepulcro Histórico Nacional» con la ID 428.
En 2010 cuando el sitio web del único periódico malvinense, Penguin News, fue hackeado, aparecieron en la página principal diversos motivos según los cuales las islas deben integrarse al territorio argentino. Uno de ellos decía «the first children born in the Malvinas were/are Argentines» (los primeros niños nacidos en las Malvinas eran/son argentinos), haciendo referencia a Malvina Vernet y a otros malvinenses argentinos nacidos antes de 1833.
Como Matilde, que fue apodada con el nombre de las islas, en 1848, en Puerto Stanley nació James Henry Falklands Sullivan, que llevó el nombre británico del archipiélago.
Desde el 21 de enero de 2015, el Museo Malvinas e Islas del Atlántico Sur de Buenos Aires posee una donación de la obra pictórica Malvina Vernet, de Liliana Gómez Requeijo, en homenaje a Matilde. El acrílico sobre bastidor de tela es parte de la serie «Mujeres Indómitas» expuesta en el museo.